# Haywood Highsmith
Haywood Highsmith, né le 9 décembre 1996 à Baltimore dans le Maryland, est un joueur américain de basket-ball évoluant au poste d'ailier voire d'ailier fort.

## Biographie
Le 8 janvier 2019, il signe un contrat two-way avec les 76ers de Philadelphie.
Le 30 décembre 2021, il signe 10 jours au Heat de Miami.
Le 15 février 2022, il en signe un second avec le Heat de Miami. Début mars 2022, il s'engage pour trois saisons en faveur du Heat de Miami.

## Palmarès
- Champion de la Conférence Est en 2023 avec le Heat de Miami.

## Statistiques

### Saison régulière
| Saison    | Équipe       | Matchs | Titul. | Min./m | % Tir | % 3pts | % LF | Rbds/m. | Pass/m. | Int/m. | Ctr/m. | Pts/m. |
| --------- | ------------ | ------ | ------ | ------ | ----- | ------ | ---- | ------- | ------- | ------ | ------ | ------ |
| 2018-2019 | Philadelphie | 5      | 0      | 8,0    | 40,0  | 20,0   | 0,0  | 1,00    | 0,40    | 0,20   | 0,00   | 1,80   |
| 2021-2022 | Miami        | 19     | 1      | 8,6    | 34,8  | 32,1   | 40,0 | 1,40    | 0,30    | 0,10   | 0,20   | 2,30   |
| 2022-2023 | Miami        | 54     | 11     | 17,9   | 43,1  | 33,9   | 46,4 | 3,50    | 0,80    | 0,70   | 0,30   | 4,40   |
| Carrière  | Carrière     | 78     | 12     | 15,0   | 41,5  | 33,1   | 42,9 | 2,80    | 0,70    | 0,50   | 0,30   | 3,70   |

### Playoffs
| Saison   | Équipe   | Matchs | Titul. | Min./m | % Tir | % 3pts | % LF | Rbds/m. | Pass/m. | Int/m. | Ctr/m. | Pts/m. |
| -------- | -------- | ------ | ------ | ------ | ----- | ------ | ---- | ------- | ------- | ------ | ------ | ------ |
| 2022     | Miami    | 8      | 0      | 3,9    | 42,9  | 60,0   | –    | 0,60    | 0,40    | 0,00   | 0,00   | 1,10   |
| 2023     | Miami    | 18     | 0      | 8,9    | 61,5  | 50,0   | 80,0 | 1,30    | 0,30    | 0,60   | 0,10   | 3,30   |
| Carrière | Carrière | 26     | 0      | 7,4    | 58,7  | 52,4   | 80,0 | 1,10    | 0,30    | 0,40   | 0,10   | 2,70   |

## Records sur une rencontre en NBA
Les records personnels d'Haywood Highsmith en NBA sont les suivants, :
| Type de statistique        | Saison régulière | Saison régulière          | Saison régulière | Playoffs | Playoffs            | Playoffs      |
| Type de statistique        | Record           | Adversaire                | Date             | Record   | Adversaire          | Date          |
| -------------------------- | ---------------- | ------------------------- | ---------------- | -------- | ------------------- | ------------- |
| Points                     | 20               | Trail Blazers de Portland | 29 mars 2024     | 18       | @ Nuggets de Denver | 1er juin 2023 |
| Paniers marqués            | 7                | 6 fois                    | 6 fois           | 7        | @ Nuggets de Denver | 1er juin 2023 |
| Paniers tentés             | 17               | 2 fois                    | 2 fois           | 10       | @ Nuggets de Denver | 1er juin 2023 |
| Paniers à 3 points réussis | 5                | 3 fois                    | 3 fois           | 3        | 2 fois              | 2 fois        |
| Paniers à 3 points tentés  | 10               | @ 76ers de Philadelphie   | 24 février 2024  | 5        | @ Celtics de Boston | 24 avril 2024 |
| Lancers francs réussis     | 5                | @ Hawks d'Atlanta         | 11 novembre 2023 | 2        | 2 fois              | 2 fois        |
| Lancers francs tentés      | 7                | @ Hawks d'Atlanta         | 11 novembre 2023 | 2        | 2 fois              | 2 fois        |
| Rebonds offensifs          | 4                | 5 fois                    | 5 fois           | 3        | Knicks de New York  | 6 mai 2023    |
| Rebonds défensifs          | 10               | @ Wizards de Washington   | 18 novembre 2022 | 3        | 4 fois              | 4 fois        |
| Rebonds totaux             | 14               | @ Wizards de Washington   | 18 novembre 2022 | 6        | Knicks de New York  | 6 mai 2023    |
| Passes décisives           | 5                | 3 fois                    | 3 fois           | 5        | Celtics de Boston   | 27 avril 2024 |
| Interceptions              | 5                | 2 fois                    | 2 fois           | 2        | 4 fois              | 4 fois        |
| Contres                    | 3                | 2 fois                    | 2 fois           | 1        | 3 fois              | 3 fois        |
| Balles perdues             | 4                | 2 fois                    | 2 fois           | 2        | Celtics de Boston   | 27 avril 2024 |
| Minutes jouées             | 42               | @ Wizards de Washington   | 18 novembre 2022 | 36       | @ Celtics de Boston | 25 mai 2023   |

- Double-double : 2
- Triple-double : 0

Dernière mise à jour : 5 décembre 2024